# Incidente dello stretto di Bali
L’Incidente dello stretto di Bali fu uno scontro tra uno squadrone di sei fregate francesi e sei East Indiamen inglesi della Compagnia britannica delle Indie Orientali presso lo Stretto di Bali il 28 gennaio 1797. L'incidente ebbe luogo nelle Indie Orientali nel corso delle Guerre Rivoluzionarie francesi.
Già nel 1796, un grande squadrone di fregate francesi era giunto nell'Oceano Indiano al comando del contrammiraglio Pierre César Charles de Sercey. Nel luglio di quello stesso anno le sue forze erano salpate al largo del Ceylon britannico per compiere degli attacchi alla marina commerciale britannica, ma il successivo attacco allo Stretto di Malacca venne vanificato da uno scontro inconcludente con due navi di linea inglesi al largo della costa nordorientale di Sumatra. Costretto ai ripari, Sercey portò il suo squadrone nel porto alleato batavo presso la città di Batavia, rimanendovi sino al gennaio del 1797.
Quando Sercey lasciò Batavia si portò ad est lungo la costa settentrionale di Giava per evitare lo squadrone del comandante navale inglese nella regione, l'ammiraglio Peter Rainier che stava scortando quattro navi attraverso lo stretto di Malacca ad ovest. Ad ogni modo sei East Indiamen stavano transitando per lo Stretto di Bali verso la Cina. Il 28 gennaio, all'entrata dello stretto, lo squadrone di Sercey e le navi inglesi si scontrarono. Il capitano della Compagnia britannica delle Indie Orientali, James Farquharson, comandante della Alfred, sapeva che se avesse deciso di abbandonare lo scontro sarebbe stato ben presto raggiunto dalle navi inglesi ed accerchiato e pertanto decise di provare uno stratagemma. Avrebbe tentato di portare Sercey a credere che il convoglio non era formato unicamente da navi leggere, ma anche da navi ben più potenti che erano in arrivo. Per fare ciò Farquharson ordinò alle sue navi di avanzare in linea di battaglia.
Sercey, che aveva ricevuto l'ordine di non porre a rischio il suo squadrone, temendo di trovarsi di fronte ad una forza ben superiore, si ritirò preferendo non sparare nemmeno un colpo di cannone. Si ritirò nella sua base di Île de France (attuali Mauritius) dove seppe del proprio errore. L'East Indiamen raggiunse Whampoa Anchorage avendo perso una sola nave che si incagliò nel Mare di Flores in una tempesta il giorno dopo lo scontro.

## Antefatto
Il commercio nelle Indie Orientali era una componente vitale dell'economia del Regno di Gran Bretagna verso la fine del XVIII secolo. La Compagnia britannica delle Indie Orientali, che manteneva il commercio nei porti della regione, era potente soprattutto nell'India britannica a Bombay, Madras e Calcutta, ed aveva il monopolio legale sul commercio locale. Il grosso di questo commercio veniva condotto a bordo di grandi navi mercantili note come East Indiamen, che potevano trasportare tra le 500 e le 1200 tonnellate di merci e sino a 36 cannoni ciascuna. Per la loro mole ed il loro armamento queste navi potevano facilmente essere scambiate per navi da guerra. Malgrado il loro aspetto ad ogni modo non erano in grado di controbattere alle fregate od alle navi nemiche in quanto anche i loro marinai a bordo erano di molto inferiori rispetto agli equipaggi militari.
Una componente importante del commercio nelle Indie Orientali era la presenza di un convoglio annuale che si portava sino a Canton, in Cina, il quale pertanto doveva attraversare tutto l'Oceano Indiano e l'Atlantico poi sino in Gran Bretagna per il viaggio di ritorno. Questo convoglio, soprannominato "La flotta cinese", aveva un valore enorme: un convoglio partito per questo scopo nel 1804 è stato riportato che trasportasse beni per 8 000 000 di sterline (l'equivalente di 600 000 000 di sterline del 2018).
Dal 1797, la Gran Bretagna e la neonata Repubblica Francese si erano vicendevolmente coinvolte in una guerra nell'ambito delle Guerre Rivoluzionarie francesi nella quale permarranno per i successivi quattro anni. Sebbene questi scontri furono ben pochi in Europa, essi ebbero una notevole rilevanza nelle Indie Orientali che erano in gran parte nelle mani degli inglesi. Le forze francesi nella regione erano limitate, perlopiù concentrate nell'area della base francese di Île de France. La Royal Navy, comandante nelle acque orientali del contrammiraglio Peter Rainier era focalizzata sulla protezione del commercio e l'eliminazione delle colonie della Repubblica Batava, alleata della Francia, catturando il Ceylon olandese, la Colonia del Capo olandese e parti delle Indie Orientali olandesi tra il 1795 ed il 1796. Rainier era stato coinvolto nelle sommosse pacifiche della Malacca e quindi le forze inglesi rimanevano nell'area per preservare gli interessi inglesi nell'Oceano Indiano.
In risposta all'attività inglese nella regione ed alla riluttanza degli abitanti dell'Île de France a seguire gli ordini della Convenzione Nazionale sull'abolizione della schiavitù, i francesi portarono uno squadrone di fregate nelle Indie Orientali nel 1796. Questa forza, guidata dal contrammiraglio Pierre César Charles de Sercey, originariamente comprendeva tre fregate, venendo poi rafforzata da altri tre vascelli, formando un potente squadrone. Dopo i rifornimenti necessari all'Île de France a luglio di quell'anno, le fregate di Sercey si portarono al largo della costa di Ceylon, dove però vennero dissuase dall'attaccare i porti locali a causa di una serie di false informazioni provenienti da Calcutta. Portandosi ad est, Sercey sperava di razziare George Town a Penang, ma ne venne allontanato da un'azione inconcludente con uno squadrone inglese al largo di Sumatra il 9 settembre. Trascorse l'inverno a Batavia, sull'isola di Giava.

## Lo scontro
La presenza di Sercey nelle Indie Orientali era nota alla commissione delle Indie Orientali britanniche a Canton, che pertanto richiese l'assistenza di Rainier. In risposta, l'ammiraglio inglese salpò alla volta di Macao a bordo della sua ammiraglia, la HMS Suffolk (74 cannoni) con lo sloop HMS Swift ed il 30 dicembre si incontrò con quattro East Indiamen e due navi più piccole ad uso locale. Rainier decise di salpare immediatamente, senza attendere il resto del convoglio, scortando le sue navi nello Stretto di Malacca nel corso di gennaio, raggiungendo dapprima Penang e poi Madras il 13 febbraio. La Malacca era un luogo ideale per un'imboscata dei francesi e pertanto il resto del convoglio, al comando del capitano Lestock Wilson a bordo della Exeter preferì salpare alla volta dello Stretto di Sape, passando poi per lo Stretto di Alas e lo Stretto di Bali, più sicuri di quello di Malacca. La Exeter raggiunse Pearl River il 1 gennaio 1797 e Penang giunse il 27 gennaio.
Rainier non incrociò Sercey, il quale per tempo aveva saputo dei piani degli inglesi ed aveva cambiato i suoi di conseguenza. Salpando da Batavia il 4 gennaio, Sercey raggiunse il Mare di Giava alla ricerca del convoglio della Cina, sapendo che Rainier potesse a sua volta essere alla sua ricerca. Il 28 gennaio, dal momento che le navi di Scarcey avevano oltrepassato lo Stretto di Bali a sud con cattivo tempo, esse rimanevano ancora in vista. Sercey immediatamente ordinò alla fregata Cybèle al comando del capitano Pierre Julien Tréhouart di identificarsi.
Le navi erano parte di un convoglio partito da Colombo sull'isola di Ceylon e poi diretto in Cina. Scegliendo di passare invece per lo Stretto di Bali piuttosto che per quello di Malacca, Farquharson aveva inavvertitamente portato la sua flotta direttamente nel bel mezzo dello squadrone francese composto da sei fregate, ben più potenti dei sei East Indiamen inglesi. Farquharson sapeva benissimo di non poter vincere uno scontro con sei fregate francesi e pertanto si risolse a provare ad ingannare i francesi facendo loro credere che quello fosse solo una parte di un convoglio più grande. Quando vide la Cybèle avvicinarsi, Farquharson fece di tutto per far sembrare le sue navi più navi da guerra che mercantili.
L'aspetto delle navi fu così convincente che Tréhouart a bordo della Forte che era stata mandata avanti in ispezione decise di rivolgersi altrove, segnalando a Sercey che il nemico si trovava in forze superiori rispetto alle loro navi. Sercey si portò altrove col suo intero squadrone, ritirandosi dallo scontro senza battagliare.

### Ordine di battaglia
| Nave                                                          | Cannoni | Comandante                 | Giunta a Colombo | Giunta a Whampoa | Note                     |
| Alfred                                                        | 26      | Capitano James Farquharson | 28 novembre 1796 | 8 aprile 1797    | Commodoro della flotta   |
| Boddam                                                        | 32      | Capitano George Palmer     | 30 novembre 1796 | 8 aprile 1797    |                          |
| Canton                                                        | 26      | Capitano Abel Vyvyan       | 29 novembre 1796 | 9 aprile 1797    |                          |
| Ocean                                                         | 26      | Capitano Andrew Patton     | 7 dicembre 1796  |                  | Incagliata il 1 febbraio |
| Taunton Castle                                                | 36      | Capitano Edward Studd      | 9 dicembre 1796  | 8 aprile 1797    |                          |
| Woodford                                                      | 36      | Capitano Charles Lennox    | 9 dicembre 1796  | 6 aprile 1797    |                          |
| Fonte: Biden, 1830, p. 210, James, Vol.2, 2002 [1837], p. 79. |         |                            |                  |                  |                          |

| Vertu                                   | 40 | Capitano Jean-Matthieu-Adrien Lhermitte                                            |                                                   |
| HMS Seine                               | 38 | Tenente Julien-Gabriel Bigot                                                       |                                                   |
| Forte                                   | 44 | Contrammiraglio Pierre César Charles de Sercey Capitano Hubert Le Loup de Beaulieu | Ammiraglia; perse l'albero maestro nella ritirata |
| Cybèle                                  | 40 | Capitano Pierre Julien Tréhouart                                                   | Fregata scout                                     |
| Régénérée                               | 40 | Capitano Jean-Baptiste Philibert Willaumez                                         |                                                   |
| Prudente                                | 32 | Capitano Charles René Magon de Médine                                              |                                                   |
| Fonte: James, Vol.2, 2002 [1837], p. 79 |    |                                                                                    |                                                   |

## Conseguenze
Dopo aver ripulito lo stretto, il convoglio Farquharson si rivolse al Mare di Giava, dove la Ocean si diresse a Pulau Kalaotoa nelle Isole Sunda il giorno dopo l'incidente, dove si arenò. Tre uomini annegarono nel corso dell'evacuazione, e i locali abitanti Makassar ne uccisero altri sette in un attacco il 15 febbraio. I sopravvissuti partirono tre giorni dopo raggiungendo Amboyna sani e salvi il 28 febbraio. I cinque East Indiamen rimasti giunsero al Whampoa Anchorage tra il 6 ed il 9 aprile.
Durante il viaggio di ritorno dalla cina, una tempesta danneggiò la Taunton Castle e la costrinse a fermarsi ad Amboyna il 16 settembre 1797. Qui imbarcò i sopravvissuti della Ocean; la Taunton Castle raggiunse Yarmouth il 7 febbraio 1798, in stato disastroso. La Compagnia britannica delle Indie Orientali ricompensò Farquharson per il proprio servizio con 500 ghinee.
Sercey si ritirò con le sue fregate all'Île de France, dove venne a conoscenza con orrore l'opportunità che aveva perso allo Stretto di Bali. Il suo squadrone dovette sottoporsi ad estese riparazioni, ma la Commissione Coloniale dell'Île de France continuò ad opporsi ai tentativi di abolire la schiavitù e negò alle navi uomini e rifornimenti. Sercey venne costretto a sciogliere il suo squadrone, inviando quattro fregate in Francia. Sette anni dopo l'incidente dello Stretto di Bali, nel 1804, all'inizio delle Guerre napoleoniche, un altro importante squadrone navale si scontrò con la flotta cinese nella Battaglia di Pulo Aura. Come nell'episodio del 1797, Nathaniel Dance, comandante della Compagnia britannica delle Indie Orientali, cercò di bluffare l'ammiraglio francese facendogli credere che le sue navi fossero parte di un convoglio più grande e tanto bastò ai francesi per ritirarsi nuovamente dopo alcuni colpi di cannone.